# Donald Glover
Donald McKinley Glover (Edwards Air Force Base, Californië, 25 september 1983) is een Amerikaanse  acteur, schrijver, producer, regisseur, stand-upcomedian, rapper, zanger, dj en songwriter. Als zanger en rapper werkt hij meestal onder het alias Childish Gambino. Als dj werkt hij onder het alias mcDJ.

## Biografie
Glover groeide op in Stone Mountain, Georgia. Zijn vader was een postbeambte en zijn moeder runde een crèche. Hij is, ondanks de geruchten, geen familie van acteur Danny Glover. Hij is afgestudeerd aan de New York University met een diploma in Dramatisch Schrijven in 2006. Glover werkte als schrijver voor de NBC-comedy 30 Rock, waar hij ook een Writers Guild of America Award-nominatie voor kreeg in 2009. Hij is vooral bekend door zijn rol als Troy Barnes in de voormalige NBC-komedie Community waarin hij een atleet speelde in een nogal vreemde werkgroep, tegenover Chevy Chase en Joel McHale. Tevens was Glover stemacteur van het cartoonkarakter Marshall Lee van de cartoonserie Adventure Time. In 2015 begon Glover met het produceren van een eigen serie. De serie genaamd Atlanta werd in 2016 voor het eerst uitgezonden en kreeg veel positieve recensies van Amerikaanse en buitenlandse media.
Onder de naam Childish Gambino brengt Glover sinds 2008 albums, ep's en mixtapes uit. Zijn doorbraak als rapper was in 2011 met het album Camp dat uitkwam via Glassnote Records. Zijn meest recente werk, "Awaken, My Love!", verscheen in 2016. Hiervoor kreeg hij eind 2017 vijf nominaties voor een Grammy Award, onder meer voor Record of the Year en Album of the Year.
In 2018 speelde hij Lando Calrissian in de stand-alone film Solo: A Star Wars Story en ook sprak hij de stem in van Simba in de "live-action" The Lion King-film uit 2019. Datzelfde jaar scoort hij ook een hit met het rapnummer This Is America. Op 11 mei 2017 werd bekend dat Glover een tweede serie zou gaan produceren voor FX, dit keer een satirische/komische animatieserie over antiheld Deadpool.

## Discografie

#### Albums
| Titel                | Details                                                                                                  |
| -------------------- | --- |
| Camp                 | - Verschijningsdatum: 15 november 2011 - Label: Glassnote, Universal - Formats: cd, lp, download         |
| Because The Internet | - Verschijningsdatum: 10 december 2013 - Label: Glassnote, Island, Universal - Formats: cd, lp, download |
| "Awaken, My Love!"   | - Verschijningsdatum: 2 december 2016 - Label: Glassnote, Island, Universal - Formats: cd, lp, download  |
| 3.15.20              | - Verschijningsdatum: 22 maart 2020 - Label: RCA                                                         |

#### Mixtapes
| Titel                          | Details                                                                           |
| ------------------------------ | --------------------------------------------------------------------------------- |
| Sick Boi                       | - Verschijningsdatum: 5 juni 2008 - Label: eigen beheer - Formats: download       |
| Pointdexter                    | - Verschijningsdatum: 17 september 2009 - Label: eigen beheer - Formats: download |
| I Am Just A Rapper (Mixtape)   | - Verschijningsdatum: 5 januari 2010 - Label: eigen beheer - Formats: download    |
| I Am Just A Rapper 2 (Mixtape) | - Verschijningsdatum: 4 februari 2010 - Label: eigen beheer - Formats: download   |
| Culdesac                       | - Verschijningsdatum: 3 juli 2010 - Label: eigen beheer - Formats: download       |
| R O Y A L T Y                  | - Verschijningsdatum: 4 juli 2010 - Label: eigen beheer - Formats: download       |
| STN MTN                        | - Verschijningsdatum: 2 oktober 2014 - Label: eigen beheer - Formats: download    |

#### Extended Plays
| Titel | Details                                                             |
| ----- | ------------------------------------------------------------------- |
| EP    | - Verschijningsdatum: 8 maart 2011 - Label: - - Formats: download   |
| Kauai | - Verschijningsdatum: 3 oktober 2014 - Label: - - Formats: download |

### mcDJ
- Love Letter in an Unbreakable Bottle
- Utterances of the Heart
- Fuck Yaselves
- The Works
- New Year's Eve Mix
- Illin-Noise

### Als zichzelf
- "Werewolf Bar Mitzvah" van 30 Rock: Official Soundtrack (2010)
- "101 Rap", "Somewhere Out There" van Community: Music from the Original Television Series (2010)